# 19:00 Dimanche
Ne pas confondre avec 19 h le dimanche, émission française de télévision de France 2.
19:00 Dimanche est une émission télévisée politique française diffusée du 5 septembre 1999 au 28 mai 2000 présentée par Ruth Elkrief sur TF1.

## Principe
19:00 Dimanche propose des reportages d'actualité et une interview d’une personnalité interrogé par Ruth Elkrief.

## Arrêt
À la rentrée 2000, TF1 décide de renouveler les programmes de cette case en lançant le magazine Sept à huit.